# Female (película de 1933)
Female es una película precódigo de la Warner Bros. dirigida por Michael Curtiz y protagonizada por Ruth Chatterton y George Brent. Se basa en la novela homónima de Donald Henderson Clarke.

## Trama
Alison Drake (Ruth Chatterton) es la rica dueña y sensata presidenta de una gran empresa automovilística, heredada de su padre. Su trabajo de 14 horas tratando con hombres de negocios le ha causado perder su romanticismo juvenil, y como joven moderna y liberada, no duda en tener asuntos ocasionales con hombres, incluyendo sus propios empleados.
Alison ejerce como anfitriona en una fiesta en su mansión, pero acaba harta de que los hombres se le acerquen con ofertas de negocio o para casarse con ella, sabe que pensando en su dinero y no en su persona. Se cambia y se va de incógnito a un parque de atracciones, donde recoge a un atractivo hombre en una galería de tiro. Se divierten juntos, pero él rechaza su oferta de irse a casa con ella.
Al día siguiente, se reencuentran en su fábrica. Para sorpresa de ambos, resulta ser Jim Thorne (George Brent), un talentoso ingeniero que ha ordenado a sus subordinados que contraten a sus competidores. Aduciendo que no tiene tiempo ahora, Alison le lleva a su mansión esa noche, supuestamente para discutir sobre sus planes para la compañía en detalle. Intenta seducirle, pero él la rechaza insistiendo en verla solo como su empleadora.
Molesta, se vuelve hacia su asistente, Pettigew (Ferdinand Gottschalk), en busca de consejo. Él le dice que los hombres quieren mujeres más suaves y menos independientes, así que reajusta su táctica. Engaña a Jim para que vaya a un pícnic y allí utiliza todas sus artimañas femeninas. Al final, él sucumbe a sus encantos.
Al día siguiente, aparece en su oficina con una licencia de matrimonio, pero ella le informa que le gusta su relación tal como está. Indignado, renuncia a su puesto.
Alison tiene otro problema en sus manos. Su compañía necesita más financiación para sobrevivir, pero otra empresa intenta aprovechar la situación para tomar el control y ha conseguido que los bancos locales la rechacen. Programa una cita para reunirse con los banqueros en la ciudad de Nueva York, pero luego se derrumba al darse cuenta de que no puede vivir sin Jim.
Hace que la policía rastree en qué dirección se fue y lo persigue. Finalmente le encuentra (en otra galería de tiro) y le dice que está dispuesta a casarse. Entonces, se da cuenta de que pueden volar a Nueva York a tiempo de salvar su compañía. Aun así, ella le dice que él dirigirá la empresa, mientras ella tiene nueve niños.

## Reparto
- Ruth Chatterton como Alison Drake
- George Brent como Jim Thorne

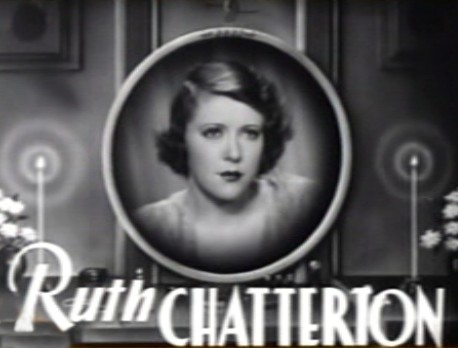
Ruth Chatterton en el tráiler de Female.

- Lois Wilson como Harriet Brown, una amiga de la escuela de Drake
- Johnny Mack Brown como George Cooper, un empleado de Drake invitado a su mansión
- Ruth Donnelly como la señorita Frothingham, la nueva secretaria de Drake, después de decidir que los hombres la distraen demasiado
- Ferdinand Gottschalk como Pettigew, gerente de la oficina personal de Drake
- Phillip Reed como Claybourne
- Kenneth Thomson como Red
- Douglass Dumbrille como Mumford, uno de los concesionarios de coches de Drake, que propone una especie de fusión empresarial
- Spencer Charters como Tom
- Robert Greig como James, el mayordomo de Drake (sin acreditar)

## Producción
Tres directores trabajaron en esta película. William Dieterle la empezó, y William Wellman se encargó de terminarla cuando Dieterle cayó enfermo. Cuando el jefe de la productora Warner, Jack L. Warner, decidió que no le gustaba un actor en la película, Wellman no estaba disponible porque había empezado a rodar College Coach, así que Michael Curtiz fue contratado para volver a filmar con Johnny Mack Brown como reemplazo. Curtiz terminó como el único director acreditado en pantalla.
La película, que costó entre 260,000 y 286,000 dólares, y recaudó 451,000 dólares en todo el mundo, se realizó en los estudios de la Warner en Burbank, con escenas exteriores de la supuesta casa de Chatterton filmadas en la casa de Frank Lloyd Wright, Ennis House en Hollywood Hills.

## Recepción
Mordaunt Hall escribió que "a pesar de poseer sus momentos reprensibles, tiene la gracia salvadora de haber sido producida con sentido del humor." También aprobó las actuaciones de Chatterton, Brent y Gottschalk.
La censura estadounidense estaba en contra de la película, al ser la protagonista una mujer soltera que disfruta de la atención de varios hombres. El que no dudara en mantener relaciones íntimas con ellos pero no quisiera más contacto posterior, era especialmente inaceptable según la inspección. Warner Brothers ignoró sus comentarios y la estrenó sin cambiar nada, siendo posteriormente un conocido ejemplo de las películas precódigo.